# Pờ Tó
Pờ Tó là một xã thuộc tỉnh Gia Lai, Việt Nam.
Xã Pờ Tó có diện tích 1,34 km², dân số năm 1999 là 4.249 người, mật độ dân số đạt 3.171 người/km².